# Postenkontrollsystem
Als Postenkontrollsystem (auch kurz Kontrollsystem, Stempelsystem oder Postennachweis) werden im Orientierungslauf oder verwandten Sportarten wie ARDF Vorrichtungen bezeichnet, mit deren Hilfe überprüft wird, ob ein Läufer tatsächlich alle Kontrollposten in der vorgeschriebenen Reihenfolge absolviert hat. Heute geschieht dies meist mit Hilfe elektronischer Speicherchips, die lange Zeit dominierenden „Kontrollkarten“ werden heute nur noch im Training oder als Reservesystem verwendet.

## Kontrollkarte

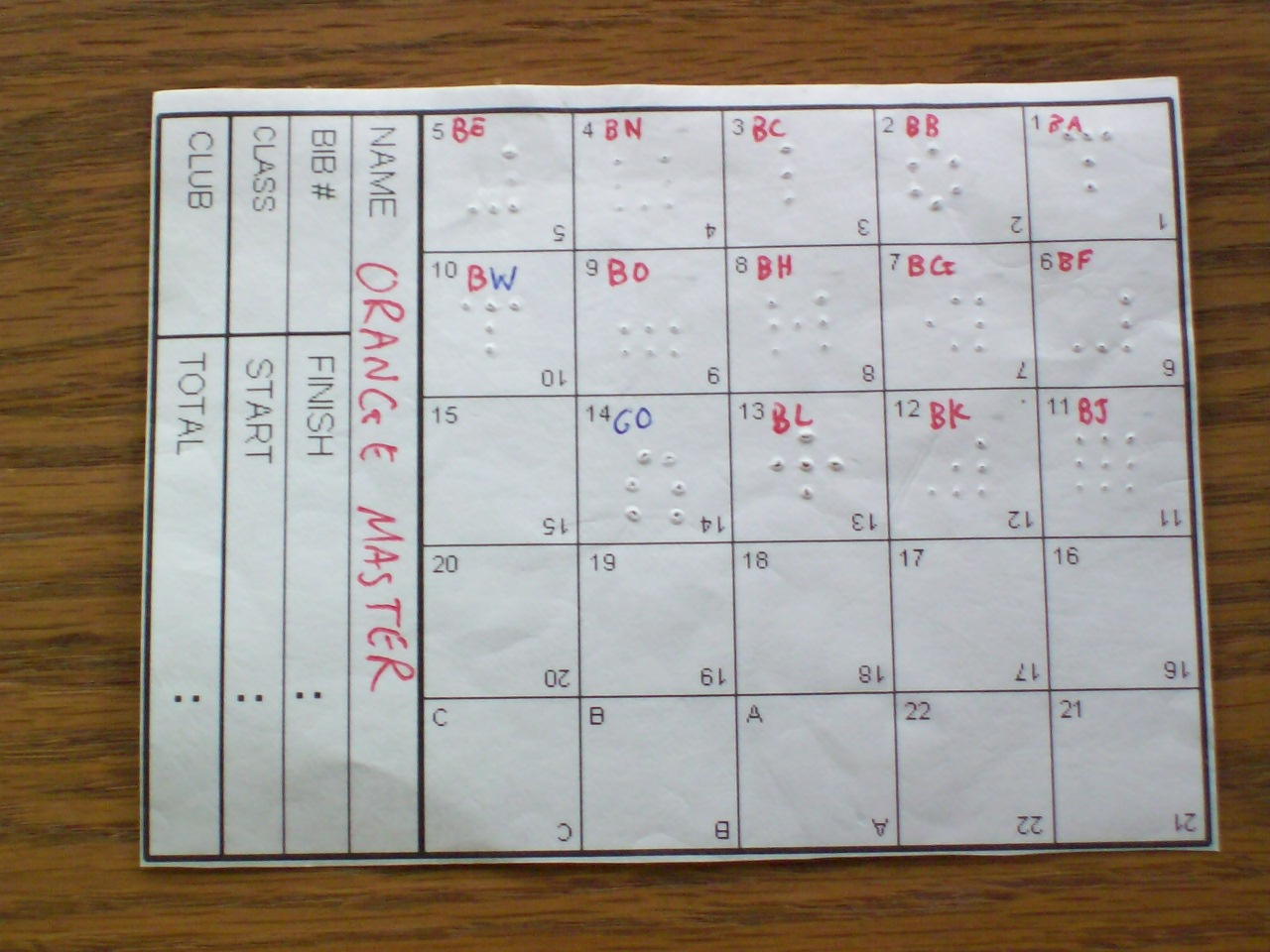
Kontrollkarte

Die Kontrollkarte, auch Startkarte oder Stempelkarte, war lange Zeit die wichtigste Methode um die Anwesenheit eines Läufers am Posten zu überprüfen. Hierbei handelte es sich um eine Karte aus (meist reiß- und wasserfestem) Papier, das vom Läufer mitgeführt wurde. Diese Karte war in durchnummerierte Felder aufgeteilt, die an den Posten mit Hilfe einer Lochzange markiert werden mussten. An jedem Posten befand sich eine solche Lochzange mit einem individuellen Muster, sodass nach dem Lauf die Anwesenheit an den korrekten Posten kontrolliert werden konnte.
Neben der umständlichen Auswertung besaß dieses System noch den Nachteil, dass die Reihenfolge des Abstempelns im Ziel nicht kontrollierbar war. So war bei verwickelten Bahnen, etwa solchen mit vielen Überkreuzungen ein Schwindeln durch Ablaufen der Posten in falscher Reihenfolge möglich. Die Notwendigkeit, dies unattraktiv zu machen, führte zu Einschränkungen in der Möglichkeit der Bahnlegung, wenn man auf aufwändige Zwischenkontrollen der Kontrollkarte oder Kartenwechsel während des Laufs verzichten wollte.
Für Trainingsläufe ist das System jedoch nach wie vor in Gebrauch, da es einfach in der Anwendung ist und ohne Elektrizität bzw. Computertechnologie auskommt. Bis heute werden Lochzangen neben den elektronischen Kontrollsystemen verwendet, um dem Läufer auch beim Ausfall einer elektronischen Station einen Postennachweis durch Stempeln seiner Laufkarte zu ermöglichen.

## Elektronische Systeme

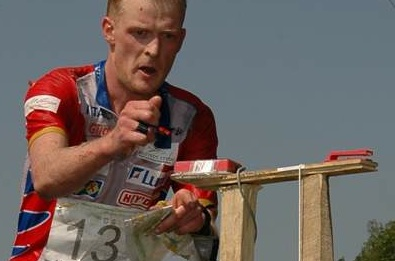
Orientierungsläufer beim Stempeln eines Postens mit Sportident. Rechts eine Lochzange als Backup-System

Seit den frühen 1990er-Jahren wurden elektronische Systeme zum Ersatz der Kontrollkarte entwickelt. 1994 wurde ein solches System erstmals bei einem Weltcuprennen eingesetzt. Bei diesen Systemen trägt der Läufer einen Speicherchip, der am Posten in eine Kontrollvorrichtung eingeführt und dort elektronisch markiert wird. Neben der einfacheren Auswertung insbesondere bei großen Veranstaltungen hat diese Methode noch weitere Vorteile: So werden die Zeiten des Abstempelns mit abgespeichert, sodass anschließend Zwischenzeiten für alle Teilstrecken zur Verfügung stehen. Außerdem ist dadurch ein Betrug bei der Postenreihenfolge nicht mehr möglich, was eine größere Gestaltungsfreiheit bei der Bahnlegung ermöglicht. Heute sind mehrfach überkreuzte und verwickelte Behnlegungen üblicher als vor Beginn der elektronischen Markierung.
Das heute am häufigsten verwendete Stempelsystem ist SPORTident. Bei diesem System trägt der Läufer einen in einen Plastikstift eingelassenen Speicherchip  („SI-Stick“, „SI-Card“) am Finger, den er am Posten in eine Kontrollstation einführt. Durch induktive Übertragung werden Zeit und Kontrollnummer der Station auf dem Chip gespeichert. Der Speichervorgang wird durch das Leuchten einer Diode und einen Piepton quittiert. Die Speicherfähigkeit und -geschwindigkeit ist dabei vom jeweiligen Modell abhängig.
Das zweite international verwendete System ist das norwegische Emit, das hauptsächlich im skandinavischen Raum verbreitet ist. Im Gegensatz zu SPORTIdent ist hier die Batterie nicht in der Kontrollstation, sondern im vom Läufer getragenen Chip integriert. Darüber hinaus verfügt Emit über ein mechanisches Backup-System in Form eines Blattes Papier, das automatisch mit abgestempelt wird. So soll sichergestellt werden, dass der Läufer auch im Fall leerer Batterien über einen Postennachweis verfügt.

## Weitere Möglichkeiten
Zuweilen werden als zusätzliches Backup-System gekennzeichnete Papierschnipsel rund um den Posten verstreut, die der Läufer mitnehmen kann. Dadurch kann der Läufer auch im Falle eines Diebstahls des Postens einen Postennachweis erbringen. Bei professionellen Läufen ist heute jedoch bei diebstahlsgefährdeten Posten eine Befestigung oder Bewachung üblich.

## Galerie

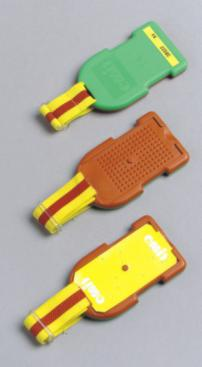
Emit-Chips
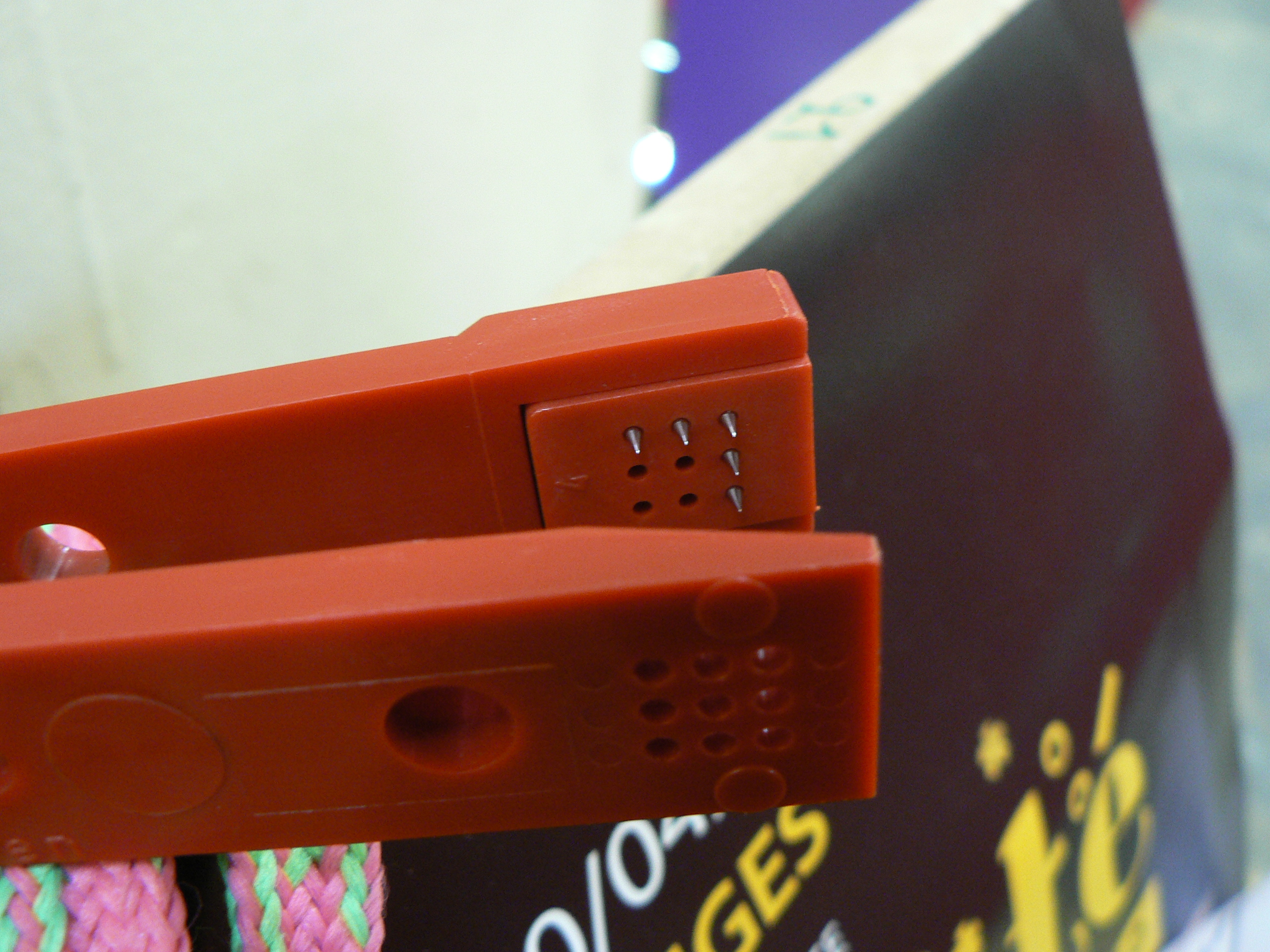
Lochzange
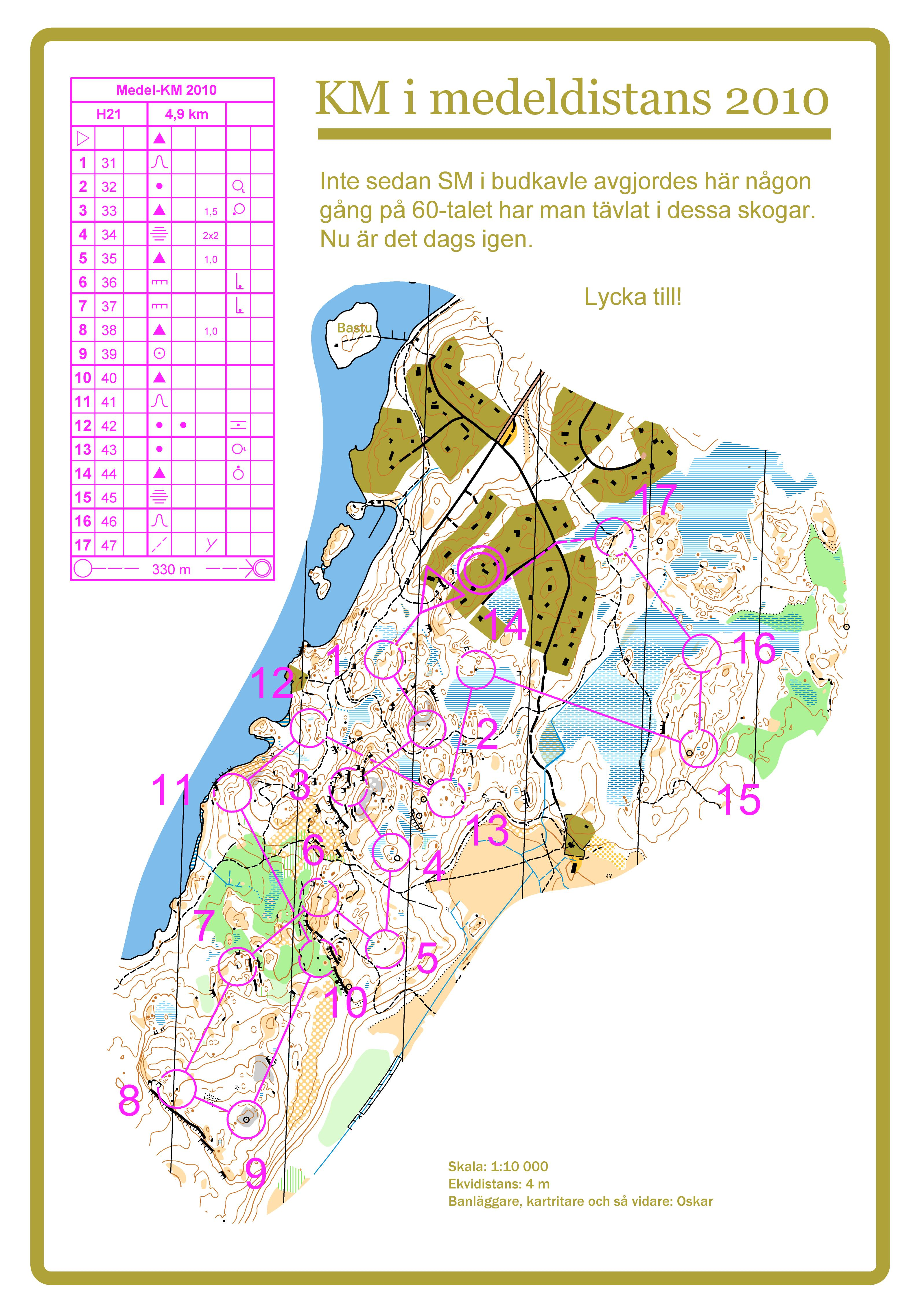
Mehrfach verschlungene Bahnlegung, nur bei elektronischem Stempelsystem ohne Mehraufwand möglich
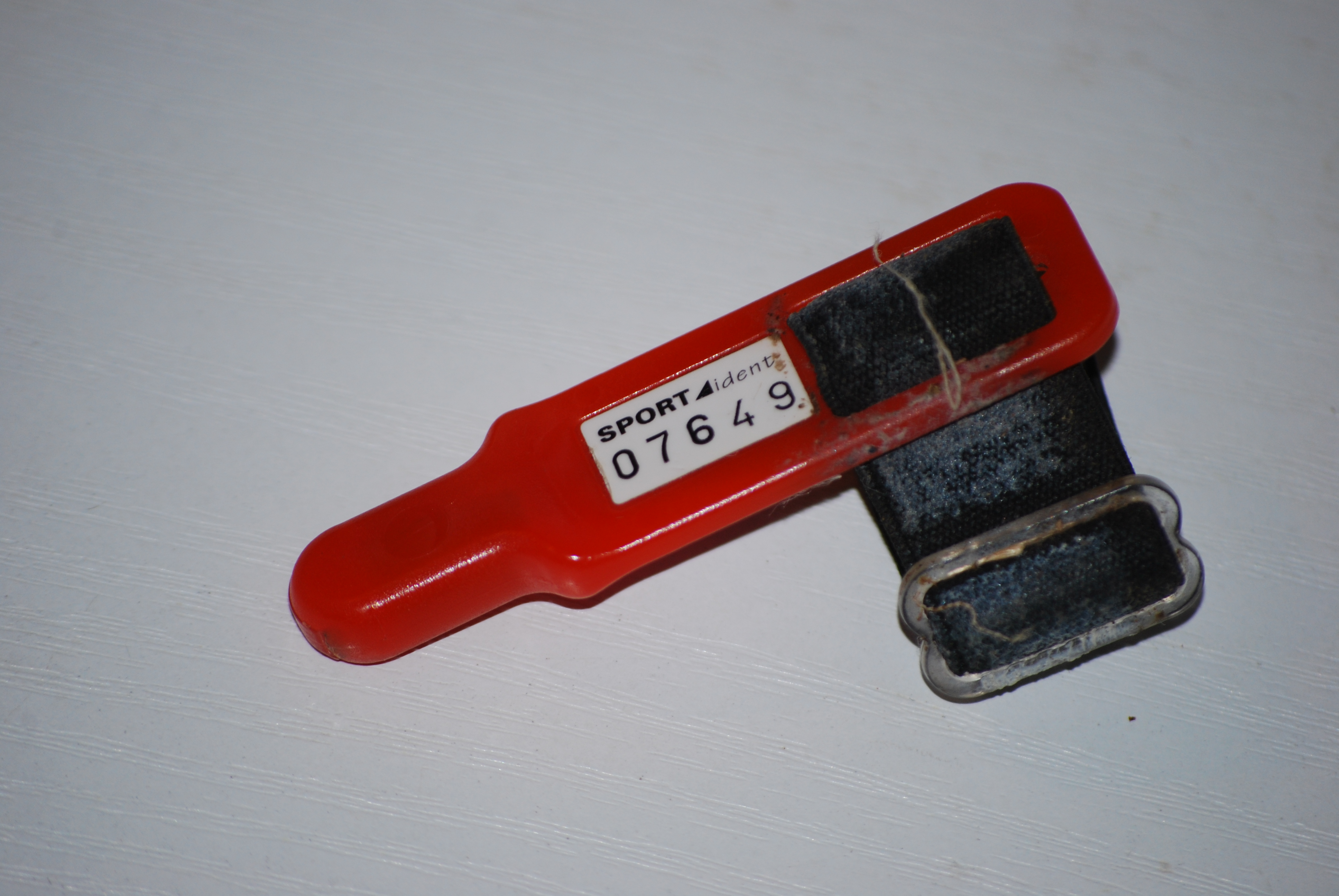
SI-Stick